# 4199 Андрєєв
4199 Андрєєв (1983 RX2, 1976 YM1, 4199 Andreev) — астероїд головного поясу, відкритий 1 вересня 1983 року.
Тіссеранів параметр щодо Юпітера — 3,472.